# Diaphorus mediotinctus
Diaphorus mediotinctus är en tvåvingeart som beskrevs av Becker 1922. Diaphorus mediotinctus ingår i släktet Diaphorus och familjen styltflugor.
Artens utbredningsområde är Peru. Inga underarter finns listade i Catalogue of Life.